# Plasmidpräparation
Die Plasmidpräparation (auch Plasmidisolierung) ist eine molekularbiologische Methode zur Isolierung von Plasmid-DNA aus Bakterien. Die Plasmidpräparation ist eine Variante der DNA-Extraktion.

## Anwendung
Die Verwendung von Plasmiden erlaubt es, genetisches Material in Bakterien zu vervielfältigen oder bestimmte Gene in andere Organismen zu übertragen. Die Ausbeute an Plasmiden hängt unter anderem vom Bakterienstamm, dem verwendeten Kulturmedium, dem Replikationsursprung des Plasmids (sog. high copy plasmids oder low copy plasmids) und den Kulturbedingungen ab (Schüttler bis zu 200 Rotationen pro Minute, Form der Kulturflasche wie z. B. Schikanenkolben, Temperatur). Zur Isolierung kleiner Mengen an Plasmiden (bis 25 µg) steht die Minipräp zur Verfügung, für größere Mengen bis 0,5 mg eignet sich die Maxipräp, darüber bis 2 mg die Megaprep und bis 10 mg die Gigaprep. Die Plasmidpräparation wird verwendet, um Plasmide aus transformierten Bakterien, zumeist Escherichia coli, präparativ zu isolieren.

## Alkalische Lyse
Es gibt mehrere Möglichkeiten zur Plasmidpräparation, eine häufig verwendete ist die alkalische Lyse. Die Bakterien mit dem Plasmid werden mit ca. 5000 x g zentrifugiert und das Pellet anschließend in einem Puffer resuspendiert. Zur Degradation störender RNA enthält die Lösung meist zusätzlich eine RNase. Durch Zugabe einer Lösung von SDS und Natriumhydroxid werden die Zellen durch das Detergens und die alkalische Verseifung der Lipide lysiert.
Durch die Zugabe von NaOH zum Zellextrakt wird der pH-Wert weit ins Alkalische verschoben. Dadurch lösen sich die Wasserstoff-Brückenbindungen zwischen den komplementären DNA-Strängen sowohl der chromosomalen als auch der Plasmid-DNA, wobei die Plasmid-DNA aufgrund ihrer Konformation in der Lage ist, vollständig zu renaturieren. Die chromosomale DNA, die durch die einzelnen Präparationsschritte zerstückelt wurde, kann nach Neutralisation des pH-Wertes mit Kaliumacetat und Eisessig nicht renaturieren, es bilden sich DNA-Doppelstränge mit nur kurzen komplementären Bereichen und durch die ungerichtete Verbindung vieler DNA-Einzelstränge kommt es zur Ausbildung einer verworrenen DNA-Masse. Diese kann relativ leicht abzentrifugiert werden. Bei diesem Zentrifugationsschritt setzen sich ferner Zellmembran- und Zellwandbestandteile sowie Proteine als Pellet ab. Die Plasmid-DNA befindet sich nach der Zentrifugation im Überstand.
Die gelöste Plasmid-DNA kann einer zusätzlichen Reinigung unterzogen werden z. B. einer Phenol-Chloroform-Extraktion oder einer Adsorption an Silicagel. Die DNA kann dann mit einem Alkohol wie Ethanol oder Isopropanol ausgefällt werden. Der Alkohol entzieht der DNA die Hydrathülle. Mit 70 % Ethanol wird die gefällte DNA dann gewaschen und steht dann zur weiteren Verarbeitung zur Verfügung. Zur Vermessung der Konzentration im Photometer kann die DNA zum Beispiel in Wasser oder TE-Puffer (pH 7,5) wieder gelöst werden.

## Koch-Lyse
Eine andere Aufschlussmethode stellt z. B. die sogenannte „Koch-Lyse“ dar. Dabei werden die bakteriellen Zellwände im Zuge eines Zellaufschlusses durch Zugabe von Lysozym zerstört und die lysierten Bakterien für kurze Zeit aufgekocht, bzw. in einem Heizblock bei 95 °C erhitzt. Die chromosomale DNA und die denaturierten Proteine werden abzentrifugiert. Die Plasmid-DNA kann vor der Präzipitation noch mittels Phenol-Chloroform-Extraktion gereinigt werden. Die in Wasser oder TE-Puffer gelöste DNA enthält noch RNA, weshalb eine photometrische Quantifizierung nicht sinnvoll ist. Schließt sich eine Gelanalyse an, wird der Probenpuffer mit RNase A versetzt.

## Alternative Verfahren
Weitere, generelle DNA-Reinigungsmethoden sind z. B. die CsCl-Dichtegradientenzentrifugation.

## Belege
1. ↑  Plasmidpräparation - Info - Anwendungs Infothek - Ressourcen. Abgerufen am 27. Juli 2023.
2. ↑  H. C. Birnboim, J. Doly: A rapid alkaline extraction procedure for screening recombinant plasmid DNA. In: Nucleic Acids Res. (1979), Band 7(6), S. 1513–1523. PMID 388356; PMC 342324 (freier Volltext).
3. ↑  M. A. Marko, R. Chipperfield, H. C. Birnboim: A procedure for the large-scale isolation of highly purified plasmid DNA using alkaline extraction and binding to glass powder. In: Anal Biochem. (1982), Band 121(2), S. 382–387. PMID 6179438.
4. ↑  R. Boom, C. J. Sol, M. M. Salimans, C. L. Jansen, P. M. Wertheim-van Dillen, J. van der Noordaa: Rapid and simple method for purification of nucleic acids. In: J Clin Microbiol. (1990), Band 28(3), S. 495–503. PMID 1691208; PMC 269651 (freier Volltext).
5. ↑  T. A. Borodina, H. Lehrach, A. V. Soldatov: DNA purification on homemade silica spin-columns. In: Anal Biochem. (2003), Band 321(1), S. 135–137. PMID 12963065.